# Daiichi Sankyō
Daiichi Sankyō K.K. (japanisch 第一三共株式会社, Daiichi Sankyō Kabushiki kaisha, englisch Daiichi Sankyo Co., Ltd.) ist ein japanisches weltweit agierendes, forschendes Pharmaunternehmen und im Nikkei 225 gelistet.
Die Konzernzentrale befindet sich in Tokio. Gegründet im Jahr 1899, arbeitet Daiichi Sankyō seit den Anfängen der industriellen Arzneimittelherstellung an der Erforschung, Entwicklung und Produktion innovativer Medikamente. Der Sitz der Europazentrale, Daiichi Sankyo Europe GmbH, und der deutschen Tochtergesellschaft, Daiichi Sankyo Deutschland GmbH, befindet sich jeweils in München.
In Europa verfügt Daiichi Sankyō derzeit über 12 Landesniederlassungen und beschäftigt dort über 2.500 Mitarbeiter, davon knapp 1.500 im Außendienst.

## Geschichte
Daiichi Sankyō K.K. wurde als gemeinsame Holdinggesellschaft, durch die beiden japanischen Pharmafirmen Sankyō K.K. (三共株式会社, engl. Sankyo Co., Ltd.) und Daiichi Seiyaku K.K. (第一製薬株式会社, engl. Daiichi Pharmaceutical Co., Ltd.) am 28. September 2005 gegründet.
Ranbaxy Laboratories, Indiens größtes Pharmaunternehmen, wurde im November 2008 Teil des Konzerns. Im Ranking der führenden Pharmaunternehmen der Welt gehört Daichi Sankyō zu den oberen 20. In Japan gehört Daichi Sankyō zu den Top 3 der Pharmaunternehmen.
2009 wurde die Agrochemie-Sparte von Sankyō durch Mitsui Chemicals übernommen.
Die europäischen Wurzeln des Konzerns reichen bis ins Jahr 1910 zurück. Derzeit ist das Unternehmen in zwölf Ländern Europas präsent; dazu zählen mit Deutschland, Großbritannien, Frankreich, Italien und Spanien auch die bedeutendsten europäischen Pharmamärkte.
Anfang März 2011 gab die japanische Muttergesellschaft bekannt, dass sie Plexxikon für ca. 800 Millionen US-Dollar übernehmen wird. Plexxikon Inc. ist eine in Berkeley, Kalifornien, angesiedelte Pharmafirma, die sich auf die Entwicklung von onkologischen Präparaten spezialisiert hat. Aussichtsreichster Kandidat ist Vemurafenib, bisher zusammen mit Roche entwickelt, zur Behandlung von metastasierendem Hautkrebs.

## Bekannteste Arzneimittel der Daiichi-Sankyō-Gruppe
- Efient (Prasugrel)
- Olmetec (Olmesartan)
- Olmetec Plus (Olmesartan und Hydrochlorothiazid)
- Evista (Raloxifen)
- Sevikar (Olmesartan und Amlodipin)
- Sevikar HCT (Olmesartanmedoxomil, Amlodipin und Hydrochlorothiazid)
- Orelox (Cefpodoximproxetil)
- Combizym (Aspergillus-oryzae-Enzymgemisch/Pankreas-Pulver)
- Mevalotin (Pravastatin)
- Loxonin (Loxoprofen)
- Captopril
- Zantac (Ranitidin)
- WelChol (Colesevelam)
- Cravit (Levofloxacin)
- Evoxac (Cevimelin)
- FloxinOtic (Ofloxacin)
- Lopresor (Metoprolol)
- Lomir / Icaz (Isradipin)
- Luivac
- Benicar (Olmesartan)
- Mobilat (Chondroitin, Salicylsäure), eines der bekanntesten Arzneimittel gegen Schmerzen im Bereich der Muskeln und Gelenke, wurde 2005 an den deutschen Generikahersteller STADA verkauft.[5]
- Lixiana (Edoxaban)
- Nilemdo / Nustendi (Bempedoinsäure)
- Enhertu (Trastuzumab deruxtecan), ein Antikörper-Wirkstoff-Konjugat (ADC) zur Behandlung verschiedener Krebsarten